# Charme commun
Carpinus betulus
Espèce
Classification phylogénétique
Statut de conservation UICN

 LC  : Préoccupation mineure
Répartition géographique
Le Charme, ou Charme commun, parfois appelé charmille, Carpinus betulus, est une espèce d'arbre de taille moyenne, à feuilles caduques et appartenant à la famille des Bétulacées. Il est assez répandu dans les forêts d'Europe centrale. C'est une essence forestière secondaire présente en taillis sous futaie.

## Description
Le Charme commun est un arbre de taille moyenne mesurant jusqu'à 20 m de haut environ. On le distingue facilement par son tronc cannelé, comme formé de muscles, longs et légèrement sinueux. Ses cannelures sont ténues chez les jeunes arbres mais deviennent très marquées chez les vieux sujets. Lorsque l'arbre est isolé en pleine lumière, son houppier assez régulier porte un feuillage dense vert clair.
Les feuilles alternes sont oblongues aiguës, doublement dentées, portées par des rameaux fins brun vert. Elles sont marcescentes : une partie d'entre elles restent sur l'arbre tout l'hiver. Elles ont la réputation de faire un bon humus.
Les fleurs en chatons apparaissent en même temps que les feuilles. Les chatons mâles sont cylindriques, les chatons femelles plus grêles.
Les fruits, regroupés en grappes pendantes, sont des samares formés d'un akène côtelé de 0,6 cm muni d'une large bractée foliacée trilobée qui a valeur d'induvie. Ils arrivent à maturité fin septembre.
Le bois homogène, d'un blanc ivoire, est très dur (d'où son nom anglais de hornbeam) et difficile à travailler. Densité : 0,8 à 0,9. Peu durable, sensible aux insectes et champignons.
La durée de vie de l'arbre dépasse rarement les 100 ans.
« Le charme d'Adam, c'est d'être à poil » est un moyen mnémotechnique qui permet de distinguer les feuilles du Charme (à dents) de celles du Hêtre (à poils).

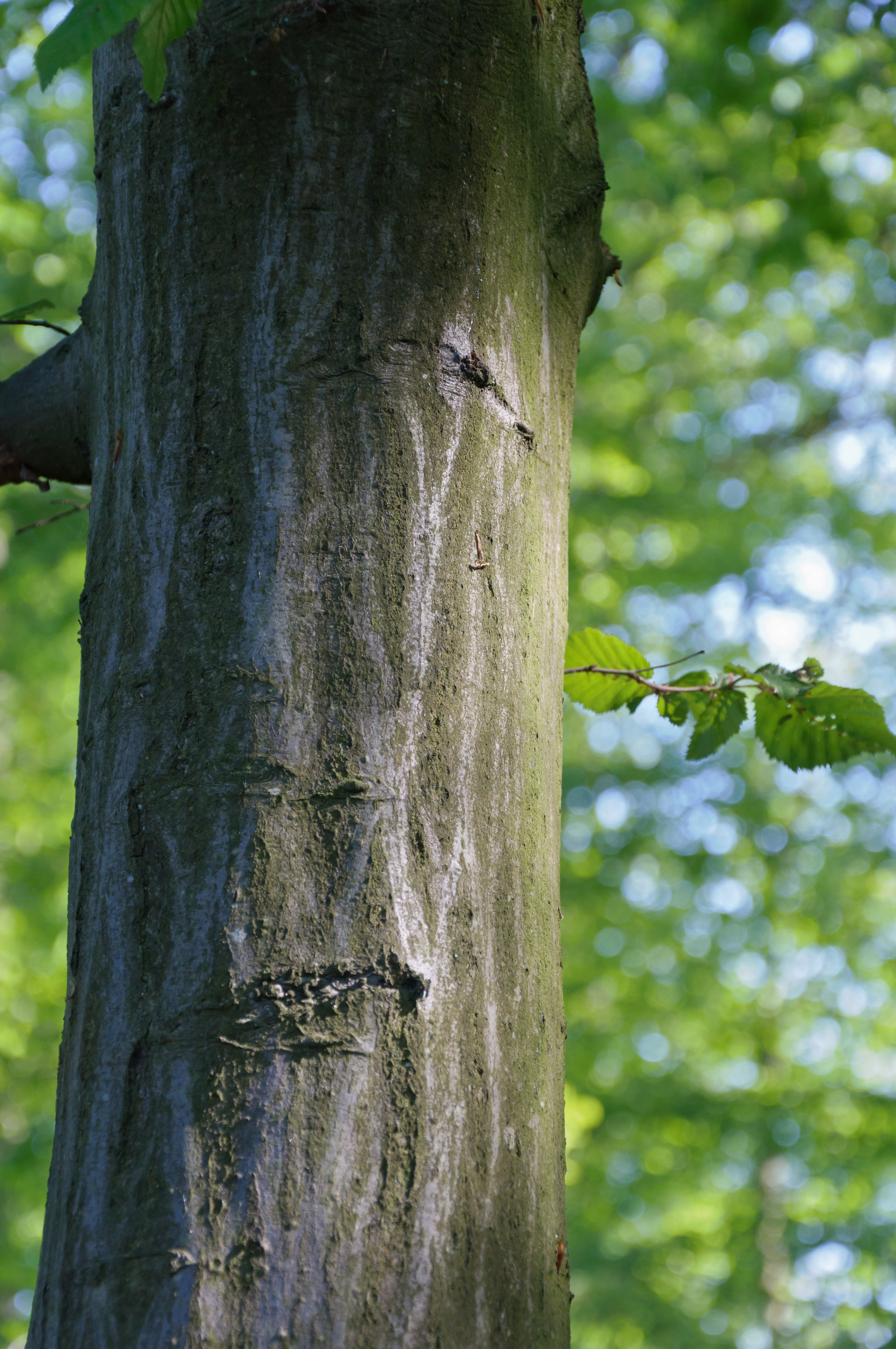
Tronc
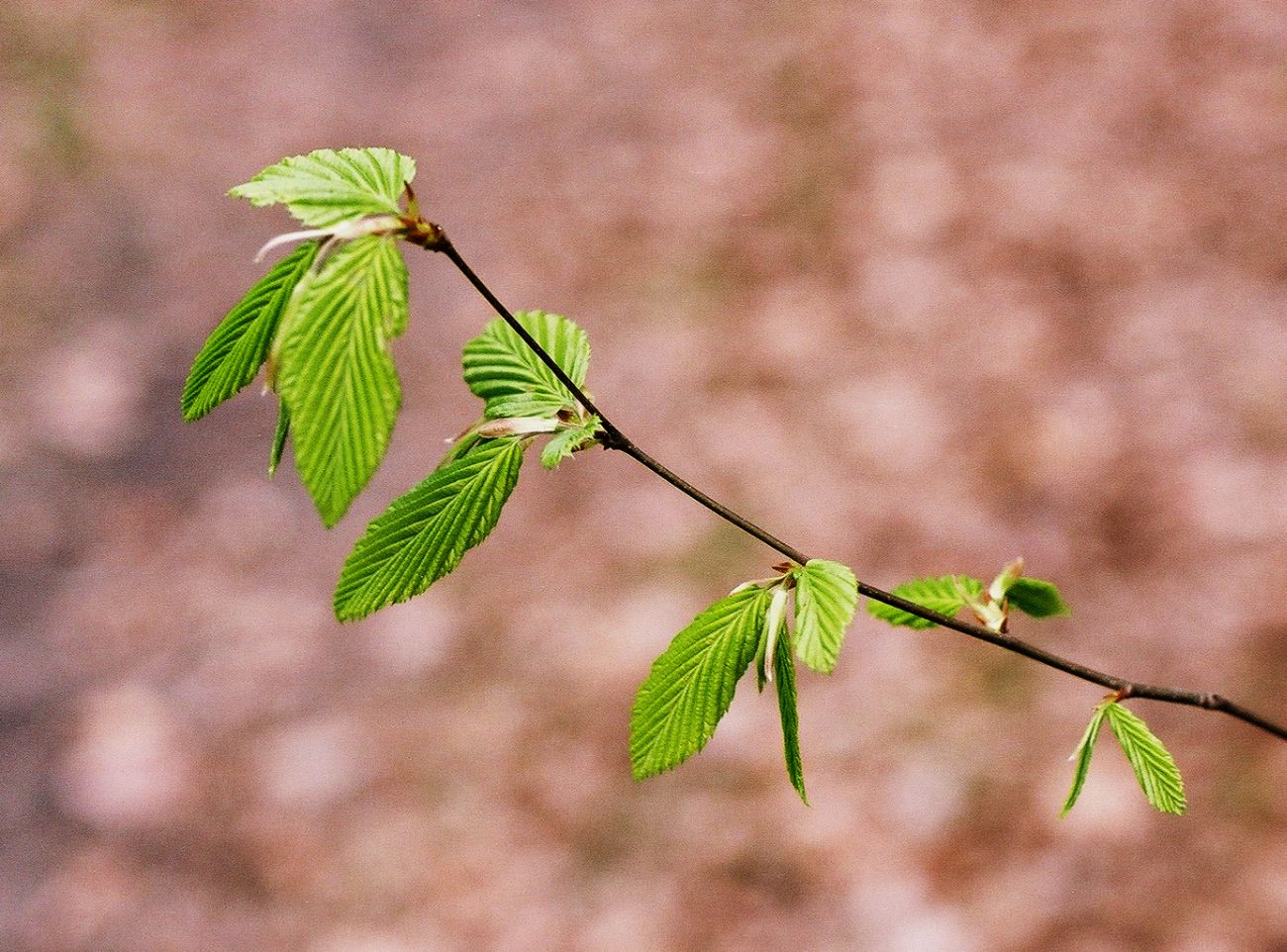
Détail d'une branche
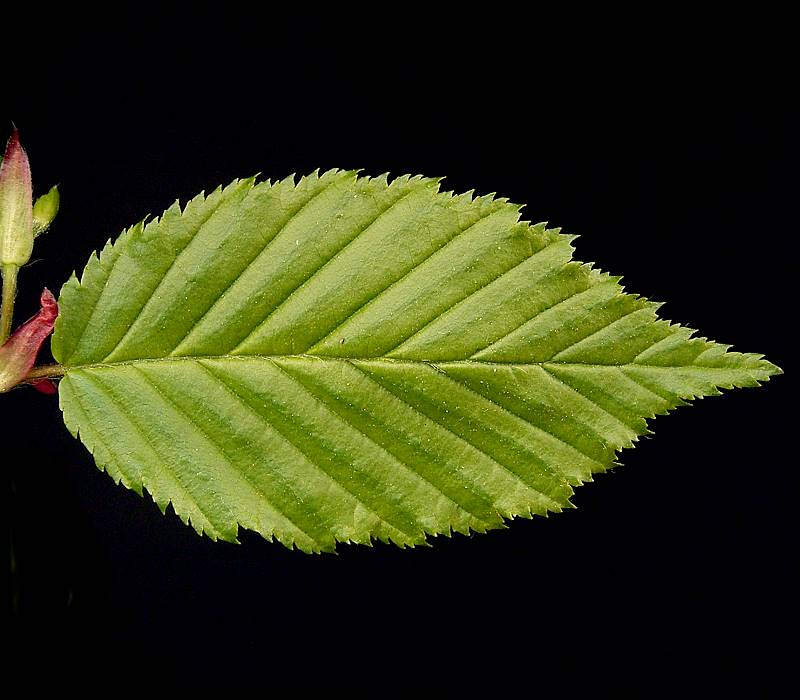
Feuille
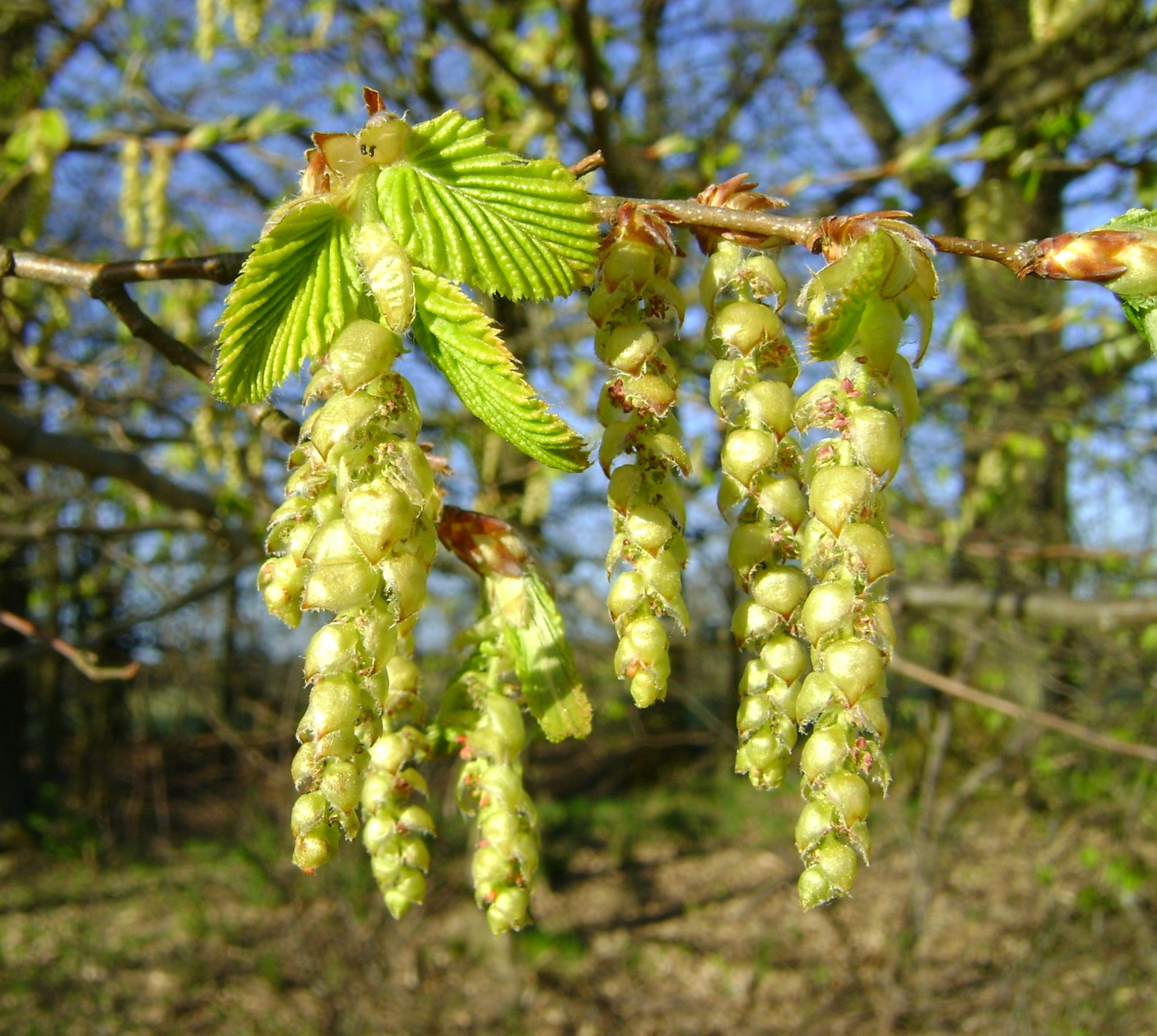
Fleurs en chatons
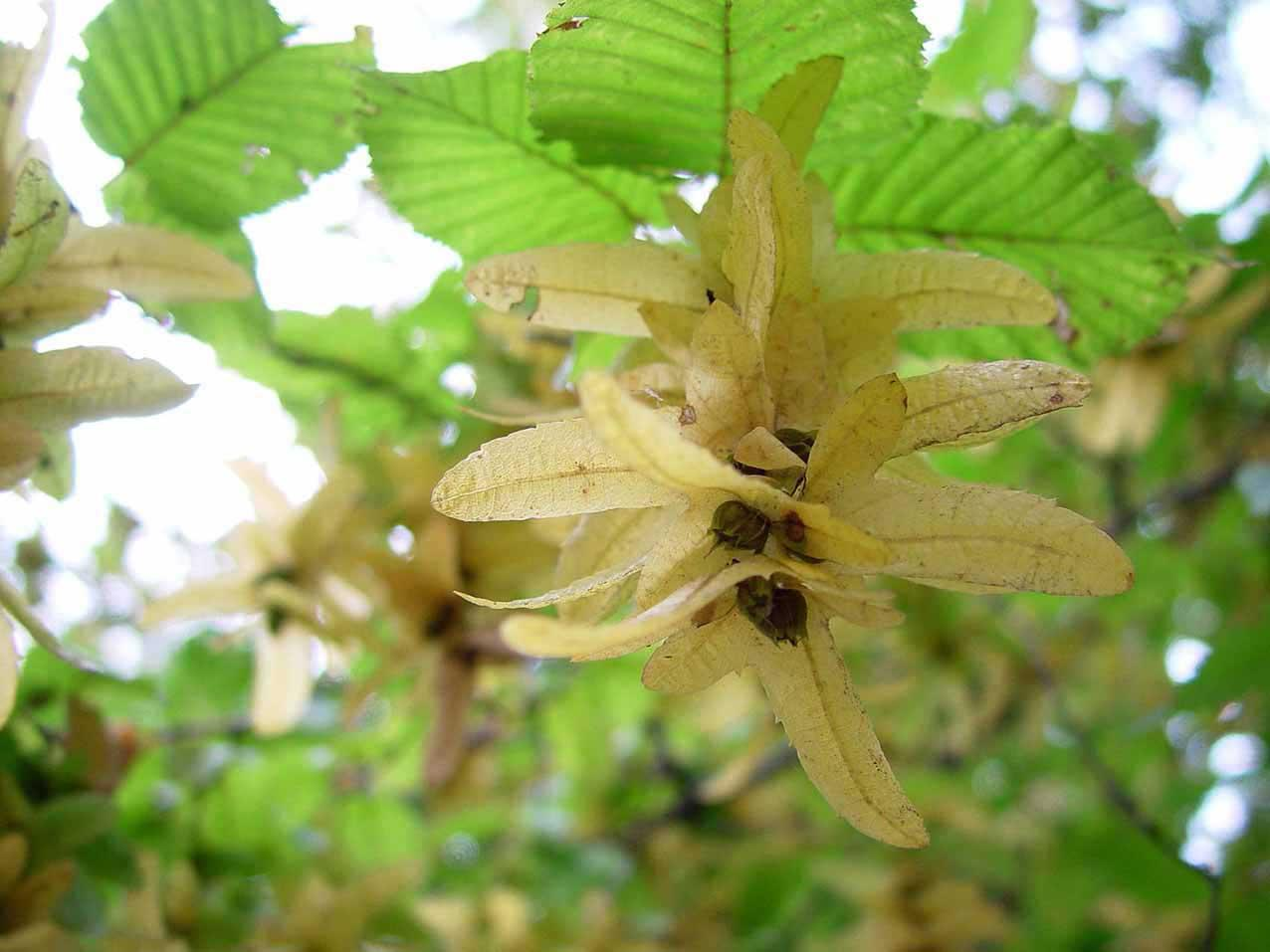
Infrutescence
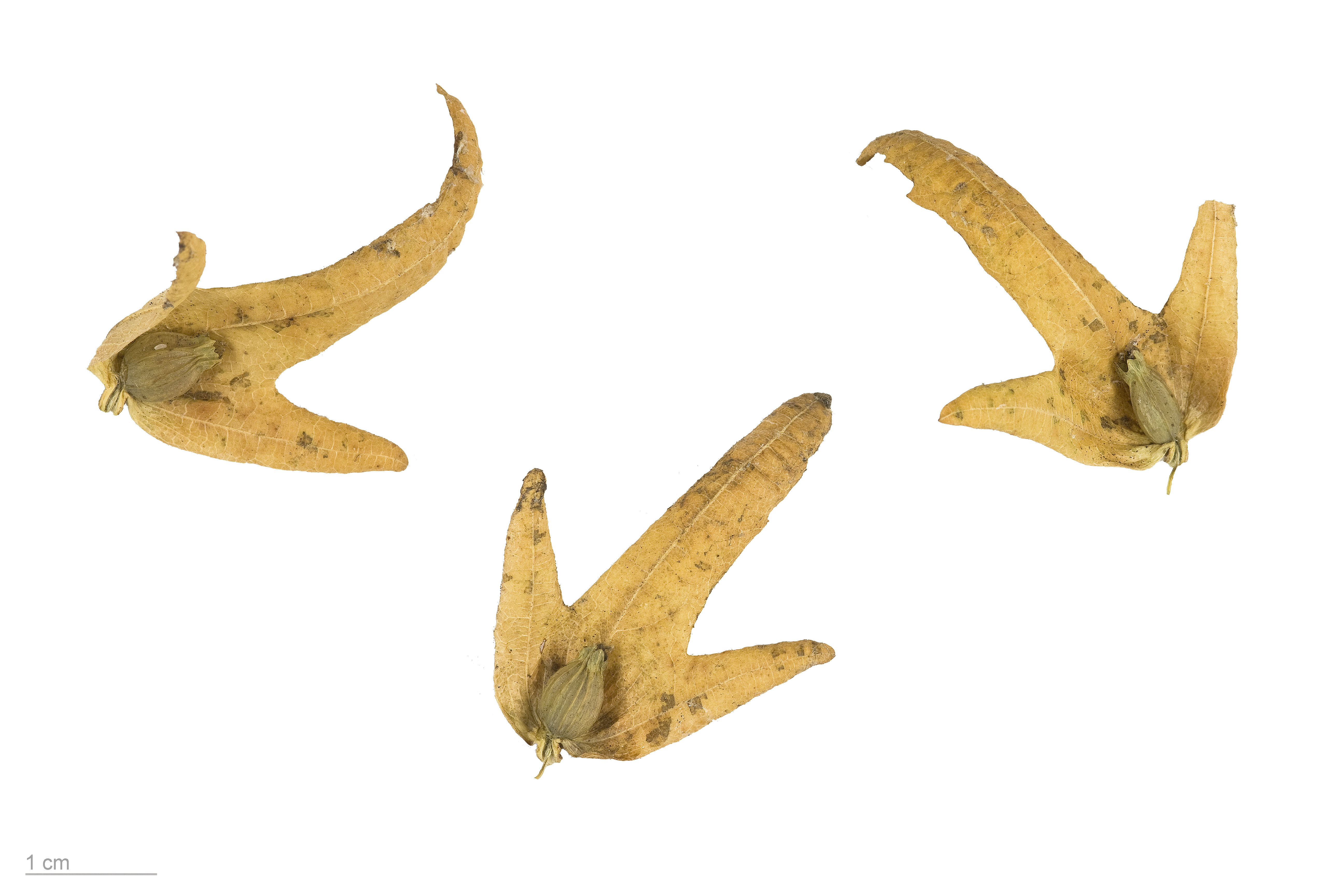
Samares

## Caractéristiques
- Organes reproducteurs : 

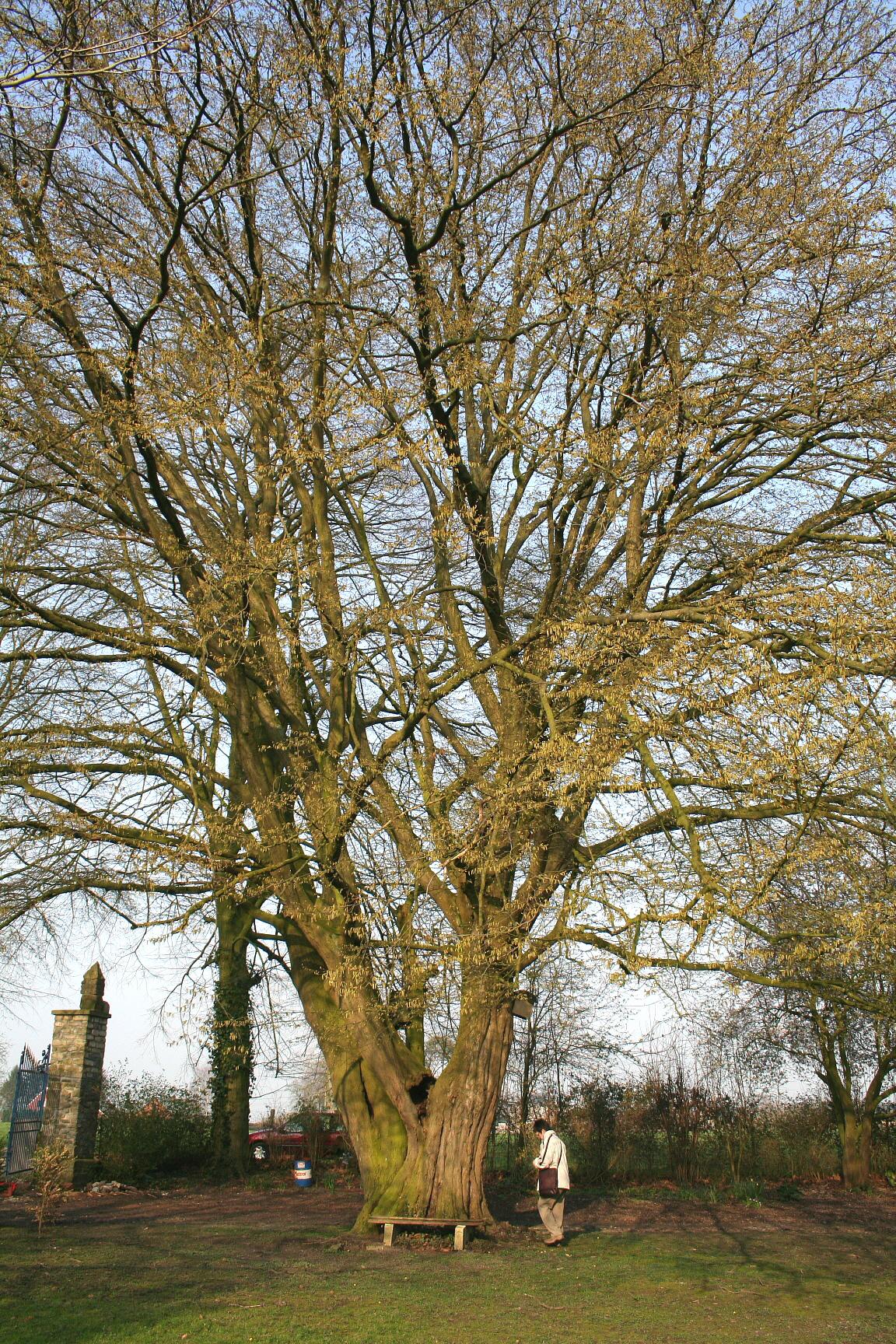
Charme commun en hiver

  - Type d'inflorescence : épi de cymes triflores
  - Répartition des sexes : monoïque
  - Type de pollinisation : anémogame
  - Période de floraison : avril - mai
- Graine : 
  - Type de fruit : samare
  - Mode de dissémination : anémochore
- Habitat et répartition : 
  - Habitat type : bois caducifoliés médioeuropéens
  - Aire de répartition : eurasiatique tempéré (Europe centrale et sud-orientale, très commun dans le nord et l'est de la France).

Données d'après : Julve, Ph., 1998 ff. - Baseflor. Index botanique, écologique et chorologique de la flore de France. Version : 23 avril 2004. 

## Biologie
C'est plutôt une essence de demi-ombre ou d'ombre, mais qui pousse bien aussi en pleine lumière. Son feuillage dense donne aussi une ombre épaisse.
Il préfère les sols profonds, argileux ou limoneux, de richesse minérale variable. Il redoute les sols trop acides mais tolère le calcaire. C'est une essence typiquement mésophile : on le trouve sur des sols modérément secs à frais voire humides.
Il préfère un climat continental modéré. Il est résistant au froid et à la chaleur. On le trouve surtout dans l'est de la France, il se raréfie dans l'ouest.
C'est une essence sociale. On le trouve le plus souvent en mélange avec d'autres essences. En forêt il forme généralement un sous-étage sous des arbres plus grands, comme des chênes avec lesquels il constitue une association fréquente : la chênaie-charmaie. 
Croissance lente, environ 10 m en 20 ans.
Il rejette vigoureusement de souche, d'où un traitement sylvicole le plus souvent en taillis ou taillis sous futaie. Il croît lentement en régime de futaie mais soumis au régime de taillis il pousse fortement jusqu'à 20 à 30 ans. Autrefois beaucoup exploité pour la production de bois de feu, il représente encore environ 6 % des arbres forestiers en France, en diminution du fait de la conversion actuelle des taillis en futaies. Il est aujourd'hui peu utilisé en sylviculture en raison de la lenteur de sa croissance .
En taillis sous-futaie, il est bénéfique au chêne par la protection du sol, par la qualité de l'humus qu'il produit, et par l'élagage naturel qu'il favorise.
Il est particulièrement résistant aux parasites et maladies habituels.
On le multiplie par semis.
Le Charme commun présente parfois des balais de sorcière sur ses branches dus au champignon phytopathogène Taphrina carpini

## Utilisation

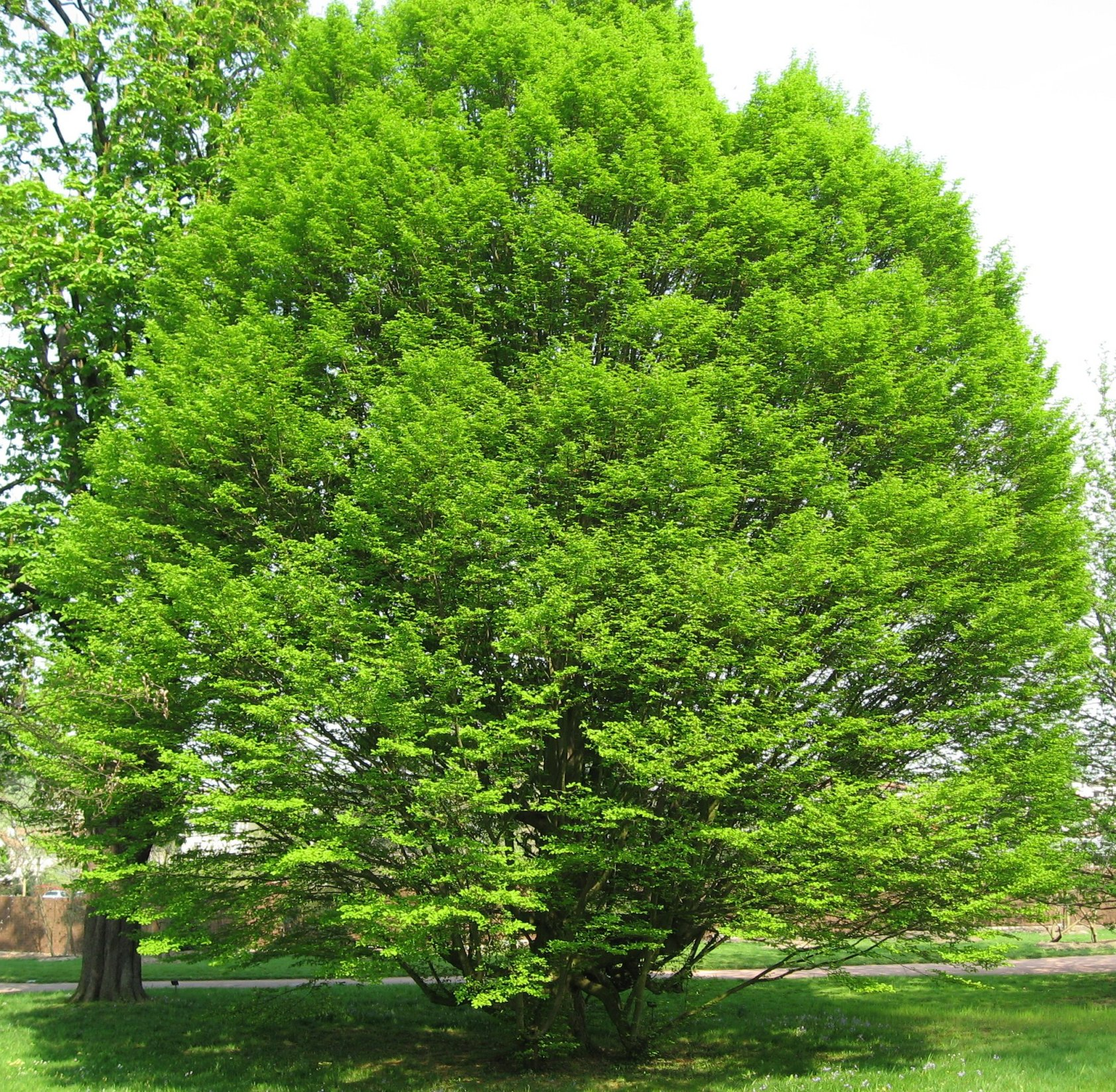
Charme pyramidal, Arboretum de la Vallée-aux-Loups.

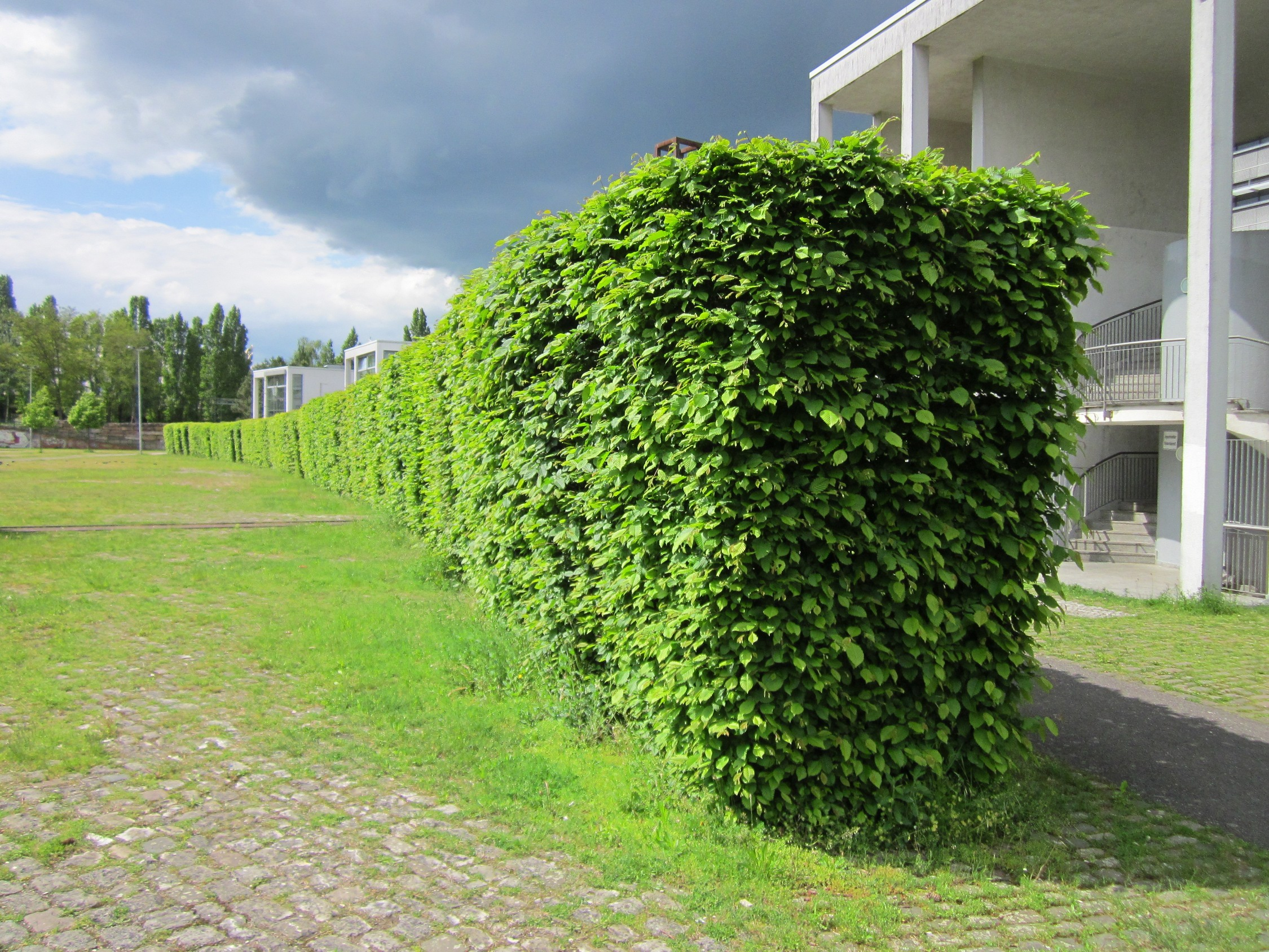
La haie de jardin de charmes remplace parfois les haies de « béton vert ».

- C'est un des meilleurs bois de chauffage :  bon pouvoir calorifique et combustion lente et régulière grâce à son homogénéité ;
- Fabrication de pâte à papier ;
- Bois d’œuvre : il est peu utilisé en menuiserie en raison des faibles dimensions et de la mauvaise conformation de la majorité des tiges ;
- Emplois spéciaux : pièces de jeux, manches d'outils, navettes de tissage, formes de chaussure, étals de boucher, etc ;
- Il est souvent utilisé pour former des haies taillées, appelées charmilles. Il supporte très bien la taille régulière et donne un feuillage vert clair très dense. Il peut prendre toutes les formes désirées et est donc employé pour constituer des architectures végétales et des compositions jardinées fantaisistes. La tonte doit intervenir au milieu de l'été entre les deux sèves. Il offre l'un des plus beaux feuillages jaunes à l'automne ;
- Arbre d'ornement et d'alignement en zones urbaines. Diverses variétés sélectionnées au port plus ou moins dense et régulier sont utilisées à cet effet. Les dimensions petites à moyennes de ces arbres et leur entretien facile permettent de les utiliser pour verdir des rues étroites ainsi que les espaces privés.

## Cultivars
- Le Charme fastigié, Carpinus betulus ‘Fastigiata’, appelé aussi « Charme pyramidal », est un cultivar de Charme commun avec un port conique, pouvant atteindre 10 m de large, à croissance lente. Commun.
- ‘Pendula’[6] : Charme pleureur cultivé en raison de sa ramure étalée, prostrée et retombante.
- ‘Columnaris’[6] : silhouette dense et arrondie, pousse lentement.
- ‘Incisa’[6]: feuilles étroites avec des lobes pénétrants et pointus.
- ‘Purpurea’[6] : feuilles plus ou moins teintées de rougeâtre, verdissent rapidement. 15 m.
- ‘Quercifolia’[6] : à feuilles de chêne. 10 m, l'arbre devient large.